# Richard von Elsner
Richard Waldemar Ludwig von Elsner (* 20. November 1913 in Wittenberge; † 27. Oktober 2003) war ein deutscher Maschinenbauingenieur und Hochschullehrer.

## Leben
Der Sohn des gleichnamigen selbständigen vereideten Landmessers Richard von Elsner (1864–1937) besuchte die Oberrealschule in Wittenberge, wo er 1933 das Abitur erlangte. Nach freiwilligem Arbeitsdienst bis Ende 1933 leistete er von Anfang 1934 bis Oktober 1935 den Wehrdienst. Danach absolvierte er ein einjähriges Praktikum bei der Firma Singer Nähmaschinen in Wittenberge. Zum Wintersemester 1936 begann er an der Technischen Hochschule Danzig das Studium des Maschinenbaus, zu dessen Beginn er dort Mitglied der Kameradschaft Tannenberg und in der zeitlichen Folge 1951 Mitglied des Corps Borussia Danzig wurde. Nach Unterbrechungen durch Wehrdienst und Kriegsteilnahme vom Sommersemester 1939 an schloss er das Studium im April 1941 als Dipl.-Ing. ab.
Nach Abschluss des Studiums war er wieder Kriegsteilnehmer. 1942 wurde er Ingenieuroffizier bei der Heeresversuchsanstalt Kummersdorf. Zuletzt war er Oberleutnant der Reserve im Panzerregiment 5. Als Auszeichnungen erhielt er das Eiserne Kreuz II. und I. Klasse, das Infanterie-Sturmabzeichen in Silber und die Ostmedaille.
Von Mitte 1945 bis Anfang 1949 arbeitete er in Hamburg als Schlosser, Dreher und Betriebstechniker. Anschließend war er als Betriebsleiter bei der Maschinenfabrik und Mühlenbauanstalt Huckauf und Bülle GmbH in Hamburg-Altona. Von Oktober 1950 bis Januar 1963 war er Dozent an der Ingenieurschule Hamburg. 1955 wurde er in dieser Position zum Baurat befördert. Im Februar 1963 wurde er zum Baudirektor und Leiter der Staatlichen Ingenieurschule Wolfenbüttel ernannt, der er bis 1971 vorstand. Zu Beginn dieses Jahres wurde er zum Leitenden Baudirektor ernannt. 1973, im Jahr seiner Pensionierung, erfolgte die Ernennung zum Professor. In das Ende seiner Dienstzeit fiel die Umwandlung der Ingenieurschule in eine Fachhochschule.

## Auszeichnungen
- 1981, Ehrenplakette des VDI
- 2003, Goldene Nadel des VDI[4]

## Ehrenämter
Von Elsner war über 65 Jahre aktiv im VDI tätig. Im Bezirksverein Braunschweig war er über mehrere Jahrzehnte Mitglied des Vorstandes und Beirates. Er war Leiter des Arbeitskreises Technikgeschichte und arbeitete in weiteren verschiedenen Ausschüssen der VDI-Hauptgruppe mit.
Er war Vorsitzender der Gesellschaft der Freunde der TH Danzig e.V.

## Schriften
- 50 Jahre Ingenieurausbildung Wolfenbüttel 1928-1978; Technikum Wolfenbüttel, staatliche Ingenieurschule, staatliche Ingenieurakademie, Fachhochschule Braunschweig-Wolfenbüttel; ein Spiegelbild, 1978
- 100 Jahre Verein Deutscher Ingenieure Braunschweig, 1983
- 150 Jahre Kritik an der Technik – Angst vor der Technik, 1986